# Огнян Цолов
Огнян (Оги) Стоянов Цолов е български музикант. Оги Цолов е син на българския анархист Стоян Цолов. Роден е в София на 24 септември 1963 г.
Вокалист и фронтмен е на групите „Фактор“ (1985 – 2024), „Ахат“ (1991 – 1992), „Оазис“ (1984 – 1985), „Елит“ (1998 – 1999), (2018 –), Стоунхендж (1994 – 1998) и др.

## Биография
Започва кариерата си като вокал на група „Оазис“ към профсъозния дом на културата „Г. Димитров“.
В разцвета на музикалната си кариера през 2000 г., Огнян решава да зареже всичко в България и да си пробва късмета надалеч. Прекарва в САЩ деветнадесет години, където работи като продавач на пици, шофьор на камион и лимузина и други. В началото на 2019 г. се връща в България заради любовта.
През януари 2024 г. напуска „Фактор“ и продължава музикалната си кариера като фронтмен на група „Елит“.

## Дискография

### Албуми
- Млечният път – 1987 (Албум)
- Фактор 4 – 1988 (Албум)
- Forgotten Faces – 1996 (Албум)
- Объркан свят – 1999 (Албум)
- До последен час – 2000 (Албум)
- Срещу времето – 2016 (Албум)

### На живо
- 30 години VIP рок – 2004 (Албум)

### Гост изпълнител
- Румен Антов – Сесирич – 1996 (Албум) (песента „Хотел желание“)
- Сигнал – Сигналистика – 1999 (Албум) (песента „Вие сте“)
- Нелко Коларов – Ден на гнева – 2001 (Албум)
- Нелко Коларов – Среднощен концерт – 2002 (Албум) (песента „Зад граница“)